# پیرگیاه‌تباران
پیرگیاه‌تباران (نام علمی: Senecioneae) نام یک تبار از زیرخانواده کاسنی‌واریان است.
پیرگیاه‌تباران بزرگ‌ترین تبار از تیره کاسنیان (Asteraceae) یا خانواده آفتابگردان است که شامل بیش از ۱۵۰ سرده و بیش از ۳۵۰۰ گونه است. تقریباً یک‌سوم گونه‌های این تبار در سرده پیرگیاه‌تبار (Senecio) قرار می‌گیرند. اعضای تبار پیرگیاه‌تباران احتمالاً گسترده‌ترین طیف ممکن از شکل‌های مختلف را که در کل قلمرو گیاهی یافت می‌شود، از خود نشان می‌دهند و شامل گیاهان یکساله، گیاهان خزنده کوهستان، گیاهان چندساله علفی و همیشه‌سبز، درختچه‌ها، ویره‌ها، گیاهان گوشتی، درختان و گیاهان نیمه‌آبزی هستند.
گیاهان این تبار بیش از مجموع گیاهان دیگر مسئول مسمومیت‌های دامی هستند. اعضای آن معمولاً حاوی آلکالوئیدهای پیرولیزیدین غیراشباع سمی و سرطان‌زا در کبد و کلیه در سرده پیرگیاه‌تبار و فورانورموفیلانس در گل قشو هستند.
تعدادی از گونه‌های پیرگیاه‌تباران در باغبانی به خوبی شناخته شده‌اند.